# Petra Faltýnová
Petra Faltýnová, provdaná Petra Štekl Faltýnová, (* 2. dubna 1978 Praha) je česká modelka, 2. vicemiss České republiky 1998 a vítězka titulů Miss Silueta, Miss Foto a Miss Sympatie.

## Biografie
Vystudovala Střední odbornou školu Bohemia Regia Praha s.r.o. v Praze 4. Po ukončení školy se začala naplno věnovat modelingu. Studovala interiérový design. V červnu 2013 měla skládat zkoušky na vysoké škole.
Mezi její první profesní zkušenosti patřila reklama na tyčinku Koko od společnosti Orion z roku 1995.
Její kamarádka a modelka Petra Minářová ji přihlásila do soutěže Miss České republiky, kde po vítězství v pražském kole uspěla i v celostátním kole, kde se stala 2. vicemiss České republiky. Po vztahu s Libanoncem Ázou, hokejistou Martinem Ručinským a podnikatelem Romanem Habajáčem se vdala za podnikatele Simona Štekla. Mají dceru Adrianu. V té době[kdy?] střídavě žila v Řitce a v Miami na Floridě. Později se rozvedli a Faltýnová prožila krátký vztah s hercem Jiřím Langmajerem. V letech 2012–2014 byl jejím partnerem moderátor Leoš Mareš.